# Ricardo Duarte Rodrigues
Ricardo Duarte Rodrigues (Nova Andradina, Brasil; 21 de enero de 1989) es un futbolista brasileño. Juega como defensa y actualmente se encuentra sin club. Duarte se formó como futbolista en el realizó Santos FC.

## Clubes
| Club                | País       | Año             |
| ------------------- | ---------- | --------------- |
| Ituano              | Brasil     | 2008            |
| Portuguesa Santista | Brasil     | 2009            |
| Uberaba             | Brasil     | 2010            |
| Rio Verde (GO)      | Brasil     | 2010            |
| Rio Verde (MS)      | Brasil     | 2011            |
| América (TO)        | Brasil     | 2012 - 2013     |
| Cartaginés          | Costa Rica | 2013 - 2014     |
| Democrata (GV)      | Brasil     | 2015            |
| Penapolense         | Brasil     | 2015 - 2016     |
| Blooming            | Bolivia    | 2016 - 2017     |
| Destroyers          | Bolivia    | 2017 - 2018     |
| Destroyers          | Bolivia    | 2019 - presente |